# Історія музики
Історія музики — історична дисципліна у музикознавстві, що вивчає розвиток музичних культур, а також намагається наблизитися до реконструкції умов їх виникнення. 

## Загальний огляд
Згідно зі спостереженнями з етномузикології, музика присутня в усіх суспільствах та культурах світу, але джерела для вивчення її еволюції у стародавній період дуже обмежені. У вивченні дописьменних культур історія музики спирається на дані археології та етнографії. У вивченні зниклих письменних культур вживаються також літературні свідоцтва. Окремими галузями історії музики є (а) вивчення музичної нотації (музична палеографія — Ю.В. Келдиш), (б) виникнення та еволюція музичних інструментів і жанрів, (в) дослідження інтеракцій між елітними та масовими формами музикування (напр., європейська академічна музика у співвідношенні до народної музики).
Вивчення історії музики вживає діахронічний та синхронічний підходи, які відповідно дозволяють порівняння ізоморфних явищ у різних культурах єдиного періоду, а також опис еволюції того чи іншого явища.

## Нарис з історії дисципліни
Найдавніші спроби проникнення до початків історії музики були зроблені у міфах, де утворювачами традицій та першими видатними музикантами було виведено богів чи культурних героїв (Хатхор та Айхі у Єгипті; Орфей, Аполлон та Марсій у стародавній Греції; Лін Лунь та Куй у Китаї; Нарада в Індії). У багатьох культурах виникнення всесвіту зображувалося як акустичне явище, а музикування — як спосіб впливу на космос. Зв'язок музики із різними космологічними моделями (Гармонія сфер, У-сін), відображений у цих уявленнях, вплинув на спроби пошуку витоків музичної культури у витоках самого всесвіту. Разом із цим, музика пов'язувалася із етикою та вихованням.
У 1789 році Чарльз Бьорні опублікував "Загальну історію музики", яка стала найвпливовішою працею свого часу у названій галузі.

## Дивись також
- Стародавня музика[en]
- Історія звукозапису[en]